# Festa di Ati-Atihan
La festa di Ati-Atihan è una festa che si tiene annualmente a gennaio in onore del Santo Niño (Gesù bambino), nella città di Kalibo, Aklan nell'isola di Panay, Filippine, e che si conclude nella terza domenica del mese. Il nome "Ati-Atihan" significa "essere come Atis" o "farsi credere Atis", il nome locale per gli aborigeni Aeta che per primi si insediarono nell'isola Panay e in altre parti dell'arcipelago.
La festa consiste in danze tribali e musica, accompagnate da costumi ed armi indigene, e parate lungo le strade. Cristiani e non cristiani osservano questo giorno con processioni religiose. Ha ispirato molte altre feste filippine, incluse la Festa di Sinulog di Cebu e di Dinagyang della città di Iloilo, entrambe adattamenti della festa Ati-Atihan di Kalibo. Quella di Ati-Atihan detiene legalmente il titolo di "Madre di tutte le feste filippine", nonostante anche le altre due feste lo reclamino.

## Storia
Le origini della festa sono spiegate da un evento del 1200 A.C. Un gruppo di 10 condottieri Malay chiamati Datu, fuggendo dall'isola di Borneo, si stabilì nelle Filippine. L'insediamento fu concesso al popolo Ati, la tribù dell'isola Panay. Il pastore Datu Puti fece una negoziazione con i nativi e comprò le pianure per un salakot dorato, recipienti di ottone e sacchi di vestiti. Diedero una lunghissima collana alla moglie del condottiero degli Ati. Seguirono poco dopo banchetti e festeggiamenti.

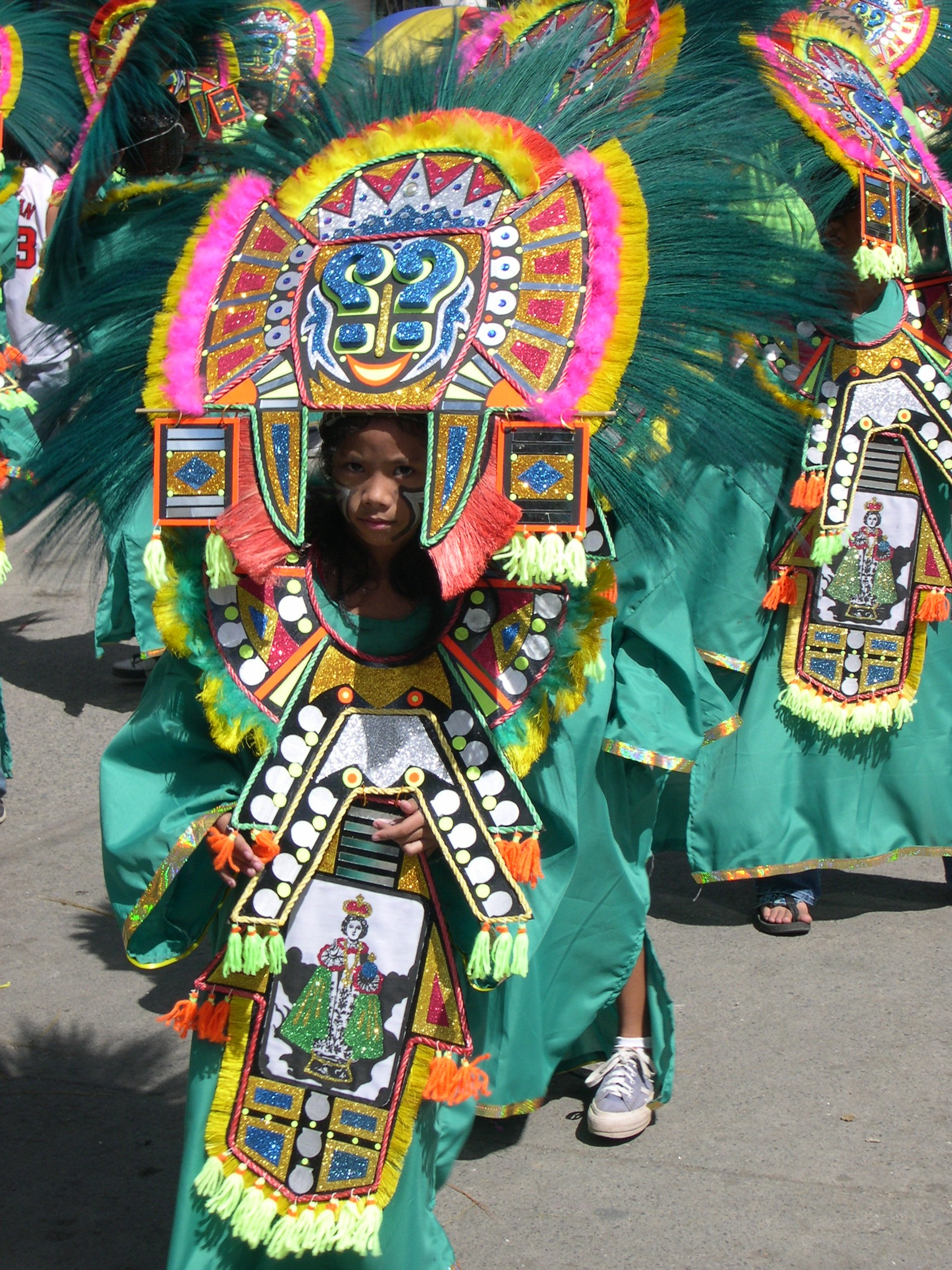

Qualche tempo dopo, il popolo degli Ati si trovò a dover fronteggiare una carestia causata da un cattivo raccolto . Furono costretti a scendere dal proprio villaggio di montagna nell'insediamento sottostante, alla ricerca della generosità del popolo che ora viveva lì. Il "Datus" fu grato e diede loro del cibo. In cambio, gli Ati ballarono e cantarono per loro, riconoscenti per i doni che ricevettero.
La misoln era originariamente una festa pagana di questa tribù, che praticava l'Animismo e che adorava il dio Anito. Furono i missionari spagnoli ad aggiungere gradualmente il significato cristiano. Oggi, quella di Ati-Atihan è celebrata come una festa religiosa.
Nel 2012, la National Commission for Culture and the Arts (NCCA) e il ICHCAP dell'UNESCO hanno pubblicato Pinagmulan: Enumeration from the Philippine Inventory of Intangible Cultural Heritage. La prima edizione del libro supportato dall'UNESCO includeva la Festa Ati-Atihan: ciò simbolizza la sua grande importanza per il patrimonio culturale immateriale filippino. Il governo locale di Aklan, in cooperazione con il NCCA, ha ottenuto il diritto di nominare la festa Ati-Atihan nella lista dei Patrimoni orali e immateriali dell'umanità.

## Eventi

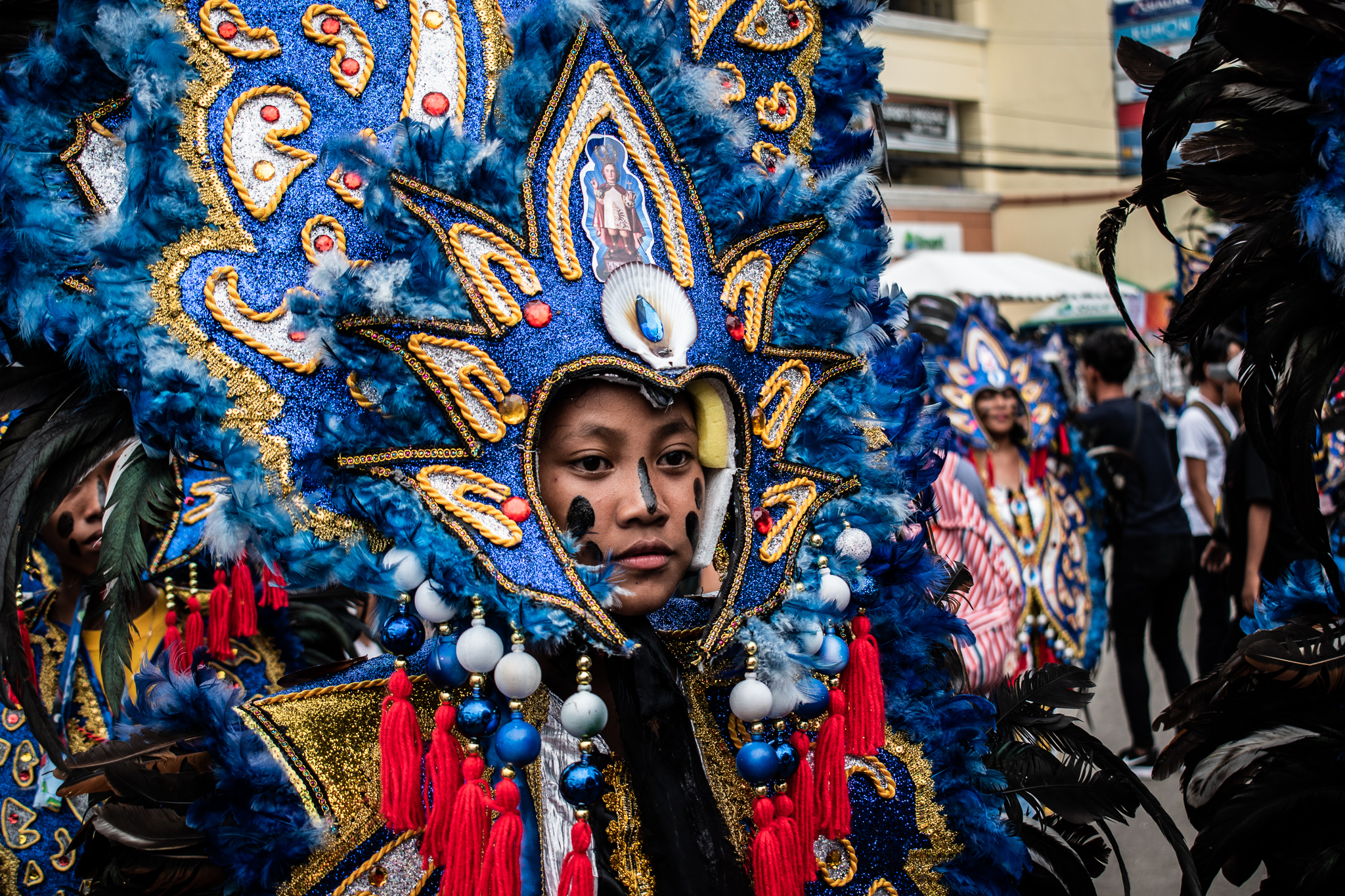

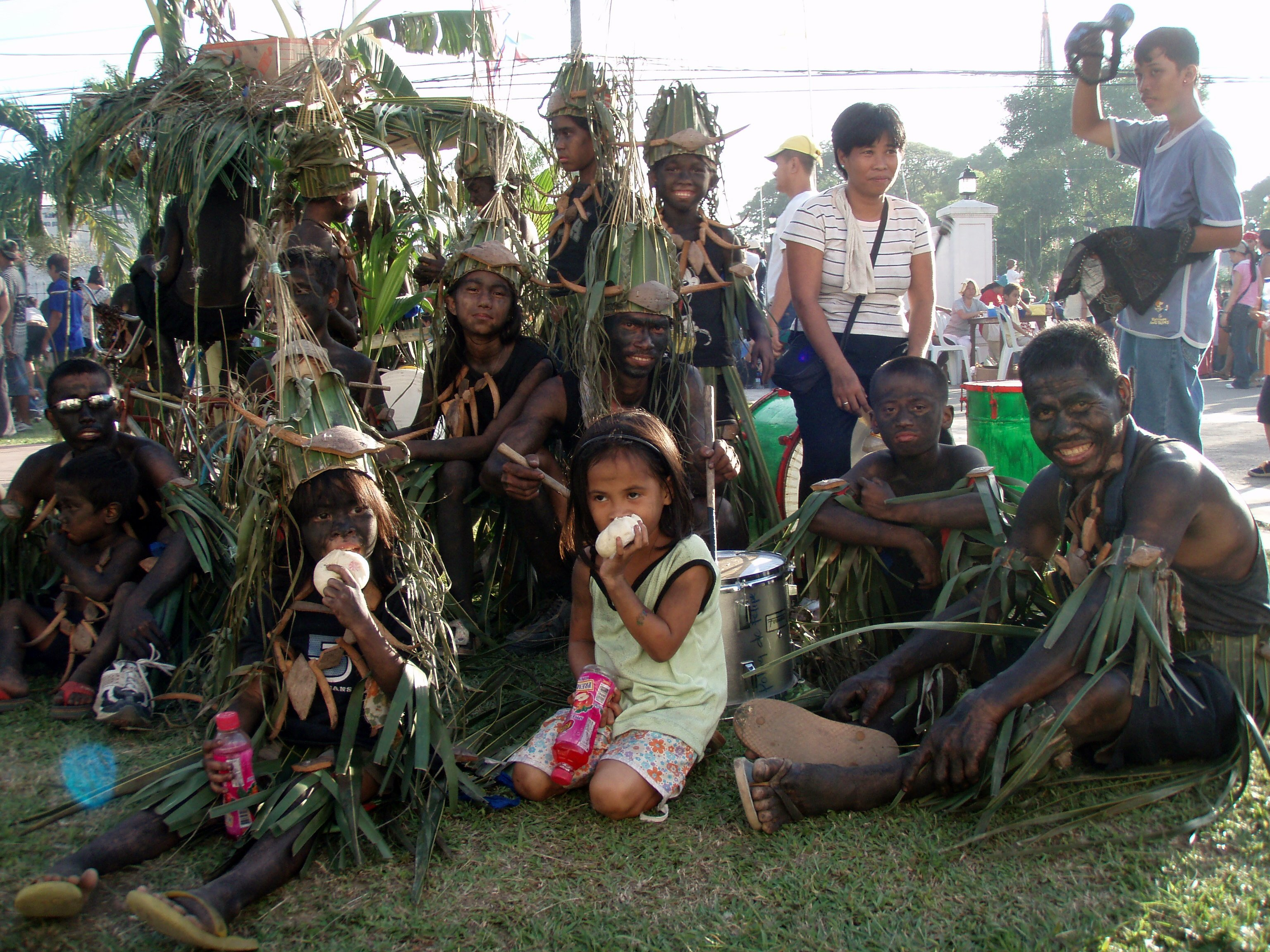

Per la festa del Santo Niño le persone prendono parte alle messe e alle danze promosse dalle organizzazioni del governo. La messa ufficiale di apertura enfatizza l'evento religioso della festa. La processione inizia con tamburi ritmici e danze che sfilano lungo la strada. Il secondo giorno inizia con una processione per il rosario, si conclude con una messa e una processione comunitaria. L'espressione "Hala Bira! Pwera Pasma!" è originariamente associata agli Sto. I partecipanti e i devoti proseguono con i festeggiamenti per tutta la città dalla mattina fino alle prime ore del mattino seguente, con il sole e con la piogga, per una settimana e anche oltre, convinti che il miracoloso Gesù Bambino possa proteggerli dal male e dalle malattie.  Il momento più importante della festa avviene durante l'ultimo giorno, la terza domenica di gennaio, quando gruppi rappresentanti diverse tribù competono per l'attenzione e i premi dei turisti. La festa si conclude con una processione di centinaia di persone che trasportano torce e diversi tipi di immagini del Santo Niño.  I vincitori della competizione sono annunciati ad un ballo mascherato, che conclude ufficialmente la festa.

### Altro
Altre città in Aklan con la festa Ati-Atihan:
- Ibajay
- Malinao
- Makato
- Batan
- Altavas
- Boracay

Altre festività che si tengono nella regione con temi simili includono:
- Dinagyang di Iloilo
- Halaran di Capiz
- Binirayan di Antique
- Anche numerose città e villaggi nei dintorni di Aklan, Antique e Capiz festeggiano la festa Ati-Atihan.